# Lauren Cox
Lauren Elizabeth Cox (Flower Mound, Texas, 20 d'abril de 1998) és una jugadora de bàsquet professional nord-americana. Va jugar a bàsquet universitari per als Baylor Lady Bears.
Cox va ser una de les jugadores de bàsquet de secundària més ben valorades del país. Va ser la jugadora de l'any de l'any 2016 de l'Associació d'entrenadors de bàsquet femení. Abans de començar el 2019, va fer una pretemporada All-American per Lindy's Sports, Athlon Sports i Street & Smith. El novembre de 2019, ESPN va classificar Cox com la segona millor jugadora de bàsquet femení universitari del país, darrere de Sabrina Ionescu. Aquella temporada seria nomenada com a Big 12 Player of the Year.
A Cox se li va diagnosticar diabetis tipus 1 als 7 anys. Porta una bomba d'insulina durant els partits. En cada temporada de la carrera de Cox a Baylor, els Lady Bears van jugar un partit benèfic per a la diabetis tipus 1 de pretemporada. L'edició del 2019 del partit, a l'última temporada de Cox a Baylor, va ser especialment significativa per a ella personalment, ja que l'oponent era el vigent campió de la NCAA Division II, Lubbock Christian, que comptava amb la seua germana menuda Whitney, que havia estat diagnosticada amb la malaltia als 17 anys. Cap al final de la temporada 2019-20, l'Associació d'Escriptors de Bàsquet dels Estats Units va anunciar que ambdues germanes rebrien el premi Pat Summitt Most Courageous per la seua participació en el bàsquet i la comunitat.
El juny de 2022, es va anunciar que s'incorporaria al València Basket Club per a la temporada 2022-2023 de la Lliga Femenina de Bàsquet. Abandonà l'equip després de tindre un paper important en la consecució de la primera lliga del club, per a fitxar pel Conneticut Suns. Tanmateix, als quinze dies fou apartada de l'equip.